# 小浜智
小浜 智（こはま さとる）はファーイースト・アミューズメント・リサーチに所属するテーブルトークRPGのゲームデザイナー。
代表作はニルヴァーナ。通称は「こはまー」。

## 経歴
デジタルエンタテインメントアカデミー在学中にF.E.A.R入社を希望するが、同校の講師である鈴吹太郎からの勧めで、カプコンに入社する。カプコン在籍時には、『機動戦士ガンダム 連邦vs.ジオン』のアッガイのモーションキャプチャーなどを担当する。
その後、F.E.A.Rに入社。自身の代表作であるニルヴァーナの製作や、他ゲームのライティングやテストプレイヤーなどを勤める。
リプレイプレイヤーとしては、13 - 15歳の少女を演ずる事を好み、主人公（PC1）とNPCを絡めた三角関係に持ち込む事を得意とする。このプレイスタイルから「ミスターヒロイン」と呼ばれている。
現在はテイルズスタジオに在籍している模様。

## 作品リスト
- ニルヴァーナ
- ニルヴァーナ・サプリメント サンスカーラ
- テイルズ オブ シンフォニア -ラタトスクの騎士-

## リプレイ
- ニルヴァーナ・リプレイ 大崩壊再来（ゲーマーズ・フィールド別冊 07「いまどきのRPG」収録）

### リプレイ・プレイヤー参加
- 異能使いリプレイ 鳴神の巫女（氷室ふぶき）
- セブン＝フォートレス V3リプレイ ラ・アルメイアの幻砦（カリン・ソロモン）
- ダブルクロス・リプレイ CONTRAST SIDE（サプリメント『コントラストサイド』収録）（富士見桜）
- アリアンロッド・リプレイシリーズ（アム・リッツァ）